# Carin Holmberg
Carin Holmberg (ur. 13 stycznia 1982) – szwedzka biegaczka narciarska, trzykrotna medalistka mistrzostw świata juniorów.

## Kariera
Po raz pierwszy na arenie międzynarodowej pojawiła się w 1999 roku podczas olimpijskiego festiwalu młodzieży Europy w Popradzie, gdzie zwyciężyła w biegu na 7,5 km techniką klasyczną. Na rozgrywanych rok później mistrzostwach świata juniorów w Štrbskim Plesie była najlepsza w sztafecie, a na dystansie 15 km klasykiem była czwarta. Ponadto podczas mistrzostw świata juniorów w Szklarskiej Porębie w 2001 roku zajęła trzecie miejsce w sztafecie i w biegu na 5 km techniką klasyczną.
W Pucharze Świata zadebiutowała 27 lutego 2000 roku w Falun, zajmując dziewiąte miejsce w sztafecie. Pierwsze punkty wywalczył dzień później w Sztokholmie, plasując się na 24. pozycji w sprincie klasykiem. Najlepszy wynik w zawodach tego cyklu osiągnęła 10 marca 2001 roku w Oslo, gdzie była szesnasta na dystansie 30 km stylem klasycznym. W klasyfikacji generalnej sezonu 2000/2001 zajęła ostatecznie 66. miejsce.
W 2001 roku wzięła udział w mistrzostwach świata w Lahti, zajmując między innymi 21. miejsce w biegu na 10 km techniką klasyczną oraz piąte w sztafecie. Nie brała udziału w igrzyskach olimpijskich.

## Osiągnięcia

### Mistrzostwa świata
| Miejsce | Dzień     | Rok  | Miejscowość | Konkurencja             | Czas biegu | Strata  | Zwyciężczyni |
| ------- | --------- | ---- | ----------- | ----------------------- | ---------- | ------- | ------------ |
| DNS     | 15 lutego | 2001 | Lahti       | 15 km stylem klasycznym | 43:54,8    | -       | Bente Skari  |
| 21.     | 20 lutego | 2001 | Lahti       | 10 km stylem klasycznym | 29:13,5    | +2:05,5 | Bente Skari  |
| 5.      | 23 lutego | 2001 | Lahti       | Sztafeta 4x5 km         | 53:01,6    | +2:45,4 | Rosja        |

### Mistrzostwa świata juniorów
| Miejsce | Dzień       | Rok  | Miejscowość      | Konkurencja             | Czas biegu | Strata  | Zwyciężczyni           |
| ------- | ----------- | ---- | ---------------- | ----------------------- | ---------- | ------- | ---------------------- |
| 20.     | 3 lutego    | 1999 | Saalfelden       | 5 km stylem klasycznym  | 14:23,5    | +51,8   | Lina Andersson         |
| 11.     | 7 lutego    | 1999 | Saalfelden       | 15 km stylem dowolnym   | 41:20,5    | +2:21,6 | Zuzana Kocumová        |
| DNF     | 25 stycznia | 2000 | Štrbské Pleso    | 5 km stylem dowolnym    | 14:35,3    | -       | Jekatierina Sczastliwa |
| 1.      | 27 stycznia | 2000 | Štrbské Pleso    | Sztafeta 4x5 km         | 1:03:23,5  | -       | -                      |
| 4.      | 30 stycznia | 2000 | Štrbské Pleso    | 15 km stylem klasycznym | 50:48,1    | +37,7   | Evi Sachenbacher       |
| 12.     | 30 stycznia | 2001 | Szklarska Poręba | 15 km stylem dowolnym   | 46:43,5    | +1:38,2 | Pirjo Manninen         |
| 3.      | 1 lutego    | 2001 | Szklarska Poręba | 5 km stylem klasycznym  | 15:42,6    | +11,2   | Lina Andersson         |
| 10.     | 3 lutego    | 2001 | Szklarska Poręba | Sprint stylem dowolnym  | ?          | -       | Pirjo Manninen         |
| 3.      | 4 lutego    | 2001 | Szklarska Poręba | Sztafeta 4x10 km        | 1:05:16,6  | +2,9    | Finlandia              |

### Puchar Świata

#### Miejsca w klasyfikacji generalnej
- sezon 1999/2000: 80.
- sezon 2000/2001: 66.

#### Miejsca na podium zawodów PŚ
Holmberg nigdy nie stanęła na podium indywidualnych zawodów PŚ.